# Androsace intermedia
Androsace intermedia là một loài thực vật có hoa trong họ Anh thảo. Loài này được Ledeb. mô tả khoa học đầu tiên năm 1847.